# Santa Rita de Minas
Santa Rita de Minas è un comune del Brasile nello Stato del Minas Gerais, parte della mesoregione della Vale do Rio Doce e della microregione di Caratinga.